# 昭和 (さいたま市)
昭和（しょうわ）は、埼玉県さいたま市の大字。桜区と西区に分かれている。郵便番号は桜区が338-0817、西区が331-0055。

## 地理
さいたま市西部の沖積平野（荒川低地）に位置する。隣接して南側の浦和市だった部分が桜区、北側の大宮市だった部分が西区となっている。地区の東側で西区三条町や同島根に、南側で桜区在家に、西側で桜区下大久保に、北側で西区二ツ宮や同中野林に接する。南側は桜区塚宿とも、西側は西区塚本ともわずかに接する。全域が市街化調整区域である。荒川の堤防外側の荒川横堤の北側の植水横堤と南側の大久保第三横堤に挟まれた河川敷に所在し、昭和土地改良区によって農地の整備が行われた。土地改良区名から地名がつけられた。全域が完全に農地となっていて人口は0人である。地内の荒川堤防ではさいたま築堤事業によって、堤防のかさ上げ工事が実施されている。

## 歴史
- 1967年（昭和42年） - 昭和土地改良区が事業主体となり、第1次農業構造改善事業が行なわれ、圃場整備が完成する[8]。
- 1969年（昭和44年）10月1日 - 浦和市大字在家・大字宿・大字五関の各一部と大宮市大字島根の一部から浦和市大字昭和が成立。また、浦和市大字在家・大字宿・大字五関の各一部が大宮市へ編入される[6][9]。
- 1970年（昭和45年）7月1日 – 大宮市大字島根の一部と前年編入された大字在家・大字宿・大字五関から大宮市大字昭和が成立[10]。
- 2001年（平成13年）5月1日 - 浦和市・大宮市・与野市が合併し、さいたま市が発足。浦和市大字昭和はさいたま市大字浦和昭和となり、大宮市大字昭和はさいたま市大字大宮昭和となる[11]。
- 2003年（平成15年）4月1日 - さいたま市が政令指定都市に移行。大字浦和昭和は同市桜区大字昭和となり、大字大宮昭和は同市西区大字昭和となる[11]。

## 交通

### 鉄道
地内に鉄道は敷設されていない。

### 道路
- 埼玉県道155号さいたま武蔵丘陵森林公園自転車道線（荒川サイクリングロード[12]） - 荒川堤防の天端を通る。

## 周辺施設
上述の通り地内は全域が耕地整理された農地であり、堤防などの河川施設や道路を除き、目立った施設は一切存在しない。以下は大字昭和の近傍にある施設を記す。
- 荒川総合運動公園（在家）
- 東京健康保険組合運動場（二ツ宮）
  - 芝浦工業大学グランウンド
- 大久保浄水場（宿）
- ノーザンカントリークラブ錦ヶ原ゴルフ場（下大久保）